# Цемянка
Цемянка (пол. Ciemianka) — село в Польщі, у гміні Грабово Кольненського повіту Підляського воєводства.
Населення — 155 осіб (2011).
У 1975-1998 роках село належало до Ломжинського воєводства.

## Демографія
Демографічна структура станом на 31 березня 2011 року:
|          | Загалом | Допрацездатний вік | Працездатний вік | Постпрацездатний вік |
| -------- | ------- | ------------------ | ---------------- | -------------------- |
| Чоловіки | 78      | 17                 | 56               | 5                    |
| Жінки    | 77      | 13                 | 43               | 21                   |
| Разом    | 155     | 30                 | 99               | 26                   |